# Краевы (Орловский район)
 Краевы  — опустевшая деревня в Орловском районе Кировской области. Входит в состав Орловского сельского поселения.

## География
Расположена на расстоянии примерно 26 км по прямой на северо-запад от райцентра города Орлова к югу от деревни Солоницыны.

## История
Была известна с 1727 года как починок Уваровской с 1 двором, в 1763 году 34 жителя, в 1802 8 дворов. В 1873 году здесь (починок Уваровской или Краевы) дворов 10 и жителей 76, в 1905 (деревня Уваровская или Краевы) 20 и 121, в 1926 (Краевы или Уваровский) 23 и 106, в 1950  13 и 38, в 1989 2 жителя. С 2006 по 2011 год входила в состав Шадричевского сельского поселения.

## Население
Постоянное население не было учтено как в 2002 году, так и в 2010.